# Saint-Antoine-l'Abbaye
Saint-Antoine-l'Abbaye is een plaats en voormalige gemeente in het Franse departement Isère in regio Auvergne-Rhône-Alpes en telt 1000 inwoners (2009). De plaats maakt deel uit van het arrondissement Grenoble. Het dorp is lid van Les Plus Beaux Villages de France.

## Geschiedenis
De geschiedenis van de plaats is verbonden met de Saint-Antoineabdij. Saint-Antoine-l'Abbaye was een ommuurde plaats en ook een gemeente (communauté), die werd bestuurd door consuls. De Reformatie kende een zekere aanhang in de gemeente. De Hugenotenoorlogen brachten zware belastingen met zich mee, en in 1588 werd Saint-Antoine-l'Abbaye ook geplunderd door het leger van koning Hendrik III. Honderddertig huizen werden verbrand en het leger bezette de plaats gedurende veertig dagen.
Aan het einde van het ancien régime was Saint-Antoine-l'Abbaye een gemeente met meer dan 1.500 inwoners waar zijden en wollen stoffen en ook notenolie werden gemaakt.
De gemeente maakte tot 22 maart 2015 deel uit van het kanton Saint-Marcellin. Op die dag werd het kanton opgeheven en werden de gemeenten opgenomen in het op die dag gevormde kanton Sud Grésivaudan. Op 31 december datzelfde jaar fuseerde de gemeente met Dionay tot een commune nouvelle Saint Antoine l'Abbaye. Op 1 januari 2017 verloor Saint-Antoine-l'Abbaye de status van commune déléguée.

## Geografie
De oppervlakte van Saint-Antoine-l'Abbaye bedraagt 22,4 km², de bevolkingsdichtheid is dus 44,6 inwoners per km².
De onderstaande kaart toont de ligging van Saint-Antoine-l'Abbaye met de belangrijkste infrastructuur en aangrenzende gemeenten.

## Demografie
In 1795 telde de gemeente ongeveer 1.660 inwoners. Onderstaande figuur toont het verloop van het inwonertal.
(Sortering op regio > departement (vet) > gemeente)